# Max Baumberg
Max Baumberg (* 12. März 1906 in Arnstadt; † 8. November 1978 in Halle (Saale)) war ein deutscher Eisenbahn-Ingenieur und Lokomotivkonstrukteur, der die Entwicklung der Dampflokomotivtraktion bei der Deutschen Reichsbahn (DR) maßgeblich beeinflusste.

## Leben
Max Baumberg wuchs in einfachen Verhältnissen auf und konnte mit einem Stipendium seiner Heimatstadt die höhere Schule besuchen. Nach Abschluss des Abiturs in Arnstadt im Jahr 1926 studierte Baumberg Maschinenbau an der Technischen Hochschule München, absolvierte danach ein einjähriges Praktikum im Reichsbahn-Ausbesserungswerk (RAW) Meiningen und schloss sein Studium 1933 an der Technischen Hochschule Danzig mit dem akademischen Grad eines Diplom-Ingenieurs ab. Bereits zum 1. August 1932 trat er in die NSDAP ein (Mitgliedsnummer 1.203.945).
1934 absolvierte er in Erfurt erfolgreich die Prüfung als Lokomotivführer für Dampflokomotiven, 1935 erlangte er in Nürnberg die Berechtigung, Elektrolokomotiven zu führen. Er wurde technischer Leiter beim Reichsbahnausbesserungswerk Glückstadt, ab 1940 war er Betriebsleiter im Reichsbahnausbesserungswerk Stendal. Während des Zweiten Weltkriegs leitete er das Ausbesserungswerk im besetzten belgischen Namur und konnte dort Erfahrungen mit der Vierzylinder-Verbundtechnik französischer Dampflokomotiven sammeln, anschließend kehrte er in das RAW Stendal zurück. Dort befasste er sich unter anderem unter der Leitung von Hans Wendler mit Konstruktionsarbeiten für Kohlenstaubtender. 1949 wurde er aus politischen Gründen – weil er seine NSDAP-Mitgliedschaft verschwiegen hatte – entlassen. Er konnte nach kurzer Zeit zunächst als Lokomotivführer und später wieder nach einer Intervention von Hans Wendler in seiner alten Tätigkeit arbeiten.
1952 wurde er vom DR-Generaldirektor Erwin Kramer zum Leiter der neu gegründeten Fahrzeug- und Versuchs-Anstalt in Halle (FVA Halle) ernannt. Diese wurde 1960 in die Versuchs- und Entwicklung-Stelle Maschinenwirtschaft der Deutschen Reichsbahn (VES-M Halle) umgewandelt. 1971 wurde Max Baumberg zum Reichsbahndirektor ernannt und kurze Zeit später in den Ruhestand verabschiedet.

## Leistung
Max Baumberg gilt als der Vater der Traditionslokomotiven der Deutschen Reichsbahn in der DDR. Seinem Schaffen ist es zu verdanken, dass ein ansehnlicher Park an betriebsfähigen und nicht betriebsfähigen Lokomotiven für die Nachwelt erhalten werden konnte.
Bekannt ist Max Baumberg dadurch, dass er unter Vermittlung seines Freundes Theodor Düring, dem Leiter des Bundesbahn-Versuchsamts in Minden, die ehemals badische Vierzylinder-Verbund-Dampflokomotive 18 314 gegen die im Gebiet der Deutschen Reichsbahn aufgefundene Lokomotive 18 434 tauschen konnte. Er plante im Wesentlichen den Umbau der DR 18 201.
Als erster Leiter der VES-M Halle beeinflusste er den Neubau und die Rekonstruktion von Dampflokomotiven der Deutschen Reichsbahn, deren Erprobung und Einsatz wesentlich. Über deren Gestaltung lieferte er sich in den Jahren bis 1960 wiederholt Auseinandersetzungen mit Hans Schulze vom Technischen Zentralamt, der in der Hauptverwaltung der Deutschen Reichsbahn die Verantwortung für die Entwicklung der Neubau- und Reko-Lokomotiven hatte.
Zu den Lokomotiven gehören u. a.:
Neubaulokomotiven
- BR 65.10
- BR 83.10
- BR 50.40
- BR 23.10

Rekolokomotiven
- BR 58.30
- BR 41-Reko
- BR 01.5

Auch die Stammlokomotiven der VES 18 201, 19 015 und 19 022 trugen unverkennbar Baumbergs Handschrift. In der Außenstelle Halle des DB Museums befindet sich eine Dauerausstellung über die VES-M Halle mit ihrem Leiter Max Baumberg.